# Francisco Marshall
Francisco Marshall (Porto Alegre, 11 de dezembro de 1966) é um pianista, professor, helenista, tradutor, escritor, arqueólogo e promotor cultural brasileiro.
Estudou piano, violão e teoria musical no Conservatório Palestrina, aperfeiçoando-se com o pianista Angelin Loro. Não seguiu uma carreira de concertista profissional, mas dá recitais públicos. Licenciou-se em História na UFRGS, onde estudou com Loiva Otero Felix, Donaldo Schüler, Carlos Roberto Cirne Lima, Luís Alberto De Boni e Ernildo Stein, recebendo uma sólida formação no humanismo clássico. Ainda estudante, recebeu o Prêmio Jovem Pesquisador da UFRGS. No seu doutorado na USP em História Social, aprendeu grego com Jaa Torrano, tradutor de Hesíodo, Ésquilo, Platão e Sófocles. Sua tese foi uma tradução e comentário do Édipo Tirano, de Sófocles, que se transformou no livro Édipo Tirano, a tragédia do saber (UFRGS/UnB, 2000), contemplado em 2001 com o Prêmio Açorianos na categoria Ensaios de Humanidades. Realizou pós-doutorado na Universidade de Princeton como bolsista Capes-Fulbrigh.
É professor da graduação e pós-graduação e pesquisador da UFRGS, atuando nos departamentos de História e Artes Visuais nas áreas de História Antiga, Arqueologia Clássica, História da Cultura, História da Arte, Teoria da História, Iconologia e Museologia. Dirigiu o Museu da UFRGS de 1996 a 2002. Após organizar a exposição Arqueologia Hebraica e Mediterrânea, com acervos da Universidade de Tel Aviv e do Museu de Arqueologia e Etnologia da Universidade de São Paulo, foi convidado a participar de escavações em Israel na qualidade de diretor associado, dando início ao Projeto Apollonia, que resultaria na realização de sete expedições internacionais para escavações no sítio de Apollonia-Arsuf, acompanhadas de conferências e publicação de uma série de trabalhos acadêmicos, destacando seu nome internacionalmente. O projeto foi a base para seu segundo pós-doutorado, realizado no Instituto para Arqueologia Clássica da Universidade de Heidelberg, como bolsista da Fundação Alexander von Humboldt.
Publica regularmente textos no jornal na Zero Hora, onde, segundo suas palavras, articula "a memória do humanismo clássico com a interpretação do drama contemporâneo". É fundador do StudioClio, um espaço de cultura que tem uma expressiva trajetória na promoção de exposições de arte, sessões de cinema, recitais de música, palestras, cursos e seminários. Foi o idealizador do projeto ProsperArte, um coletivo de escritores, artistas, jornalistas, acadêmicos, que atua politicamente em causas culturais de interesse coletivo. Publicou dezenas de artigos em periódicos nacionais e internacionais. É membro correspondente da Academia Nacional de Ciências de Buenos Aires. Pelas suas contribuições à cultura do estado e de Porto Alegre recebeu o Troféu Líderes e Vencedores da Federasul, o Prêmio Fato Literário RBS-Feira do Livro, e o título de Cidadão Emérito de Porto Alegre. Segundo Luís Augusto Fischer, "Francisco Marshall é um nome de relevo especial no cenário cultural da cidade e do Estado", e o Studio Clio é "uma das mais importantes obras culturais da cidade dos últimos vinte anos".